# Presidente del Tribunal Supremo de Justicia de Bolivia
El Presidente del Tribunal Supremo de Justicia, anteriormente llamado Presidente de la Corte Suprema de Justicia, es la máxima autoridad jurisdiccional de Bolivia. El titular de este cargo es Marco Ernesto Jaimes Molina, desde el 10 de enero de 2024.

## Presidentes de la Corte Suprema de Bolivia
Desde 1827 al 2011, Bolivia contó con 56 presidentes en la Corte Suprema de Justicia, destacándose entre ellos José Mariano Serrano, Casimiro Olañeta, José María Dalence, Manuel Sánchez de Velasco, Pantaleón Dalence, Belisario Boeto, Luis Paz, Ángel Sandóval, Mario C. Araoz, José Torrico Sierra, Manuel Durán Padilla, Raúl Romero Linares, Remberto Prado Montaño, Édgar Oblitas Fernández, Óscar Hassenteufel Salazar, Eduardo Rodríguez Veltzé y Héctor Sandóval Parada. 
También se destacó la presencia de mujeres como ministras del máximo tribunal de justicia, siendo la primera de ellas María Josefa Saavedra, en 1972. Posteriormente, en 1992, preside constitucionalmente Emilse Ardaya Gutiérrez para luego contar con otras profesionales como Nelly de la Cruz de Palomeque, Virginia Kolle Caso, Rosario Canedo Justiniano, Beatriz Alcira Sandóval Bascopé y Ana María Forest Cors.

## Presidentes del Tribunal Supremo de Bolivia
Tras la aprobación de la nueva Constitución del 9 de febrero del 2009, la Corte Suprema pasó a ser llamada Tribunal Supremo de Justicia. Desde el 2012, ejercieron como Presidentes del Tribunal Supremo las siguientes personas:  
- Gonzalo Miguel Hurtado Zamorano (2012 - 2014)
- Jorge Isaac Von Borries (2014 - 2015)
- Pastor Segundo Mamani Villca (2015 - 2017)
- Jorge Isaac Von Borries (2017 - 2018)
- José Antonio Revilla Martínez (2018 - 2019)
- María Cristina Diaz Sosa (2019 - 2020)
- Olvis Égüez Oliva (2020 - 2021)
- Ricardo Torres Echalar (2021 - 2024)
- Marco Ernesto Jaimes Molina (2024 - en el cargo)